# Jann-Berghaus-Brücke
Die Jann-Berghaus-Brücke über die Ems in Leer in Ostfriesland gehört nach der Erasmusbrücke zu den größten Klappbrücken Mitteleuropas. Sie liegt zwischen den Leeraner Stadtteilen Leerort und Bingum im Verlauf der B 436.

## Geschichte

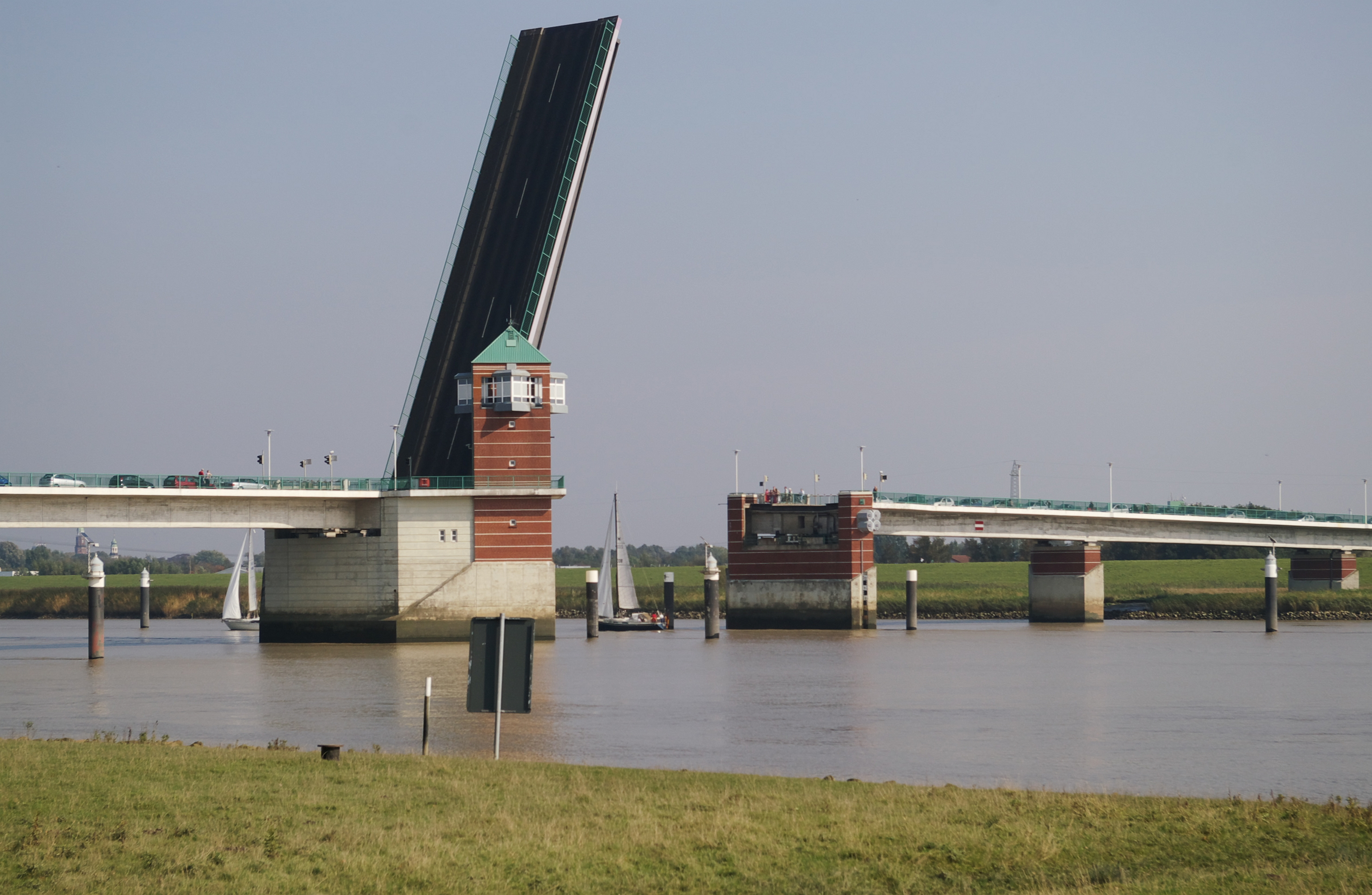
Vor dem Umbau

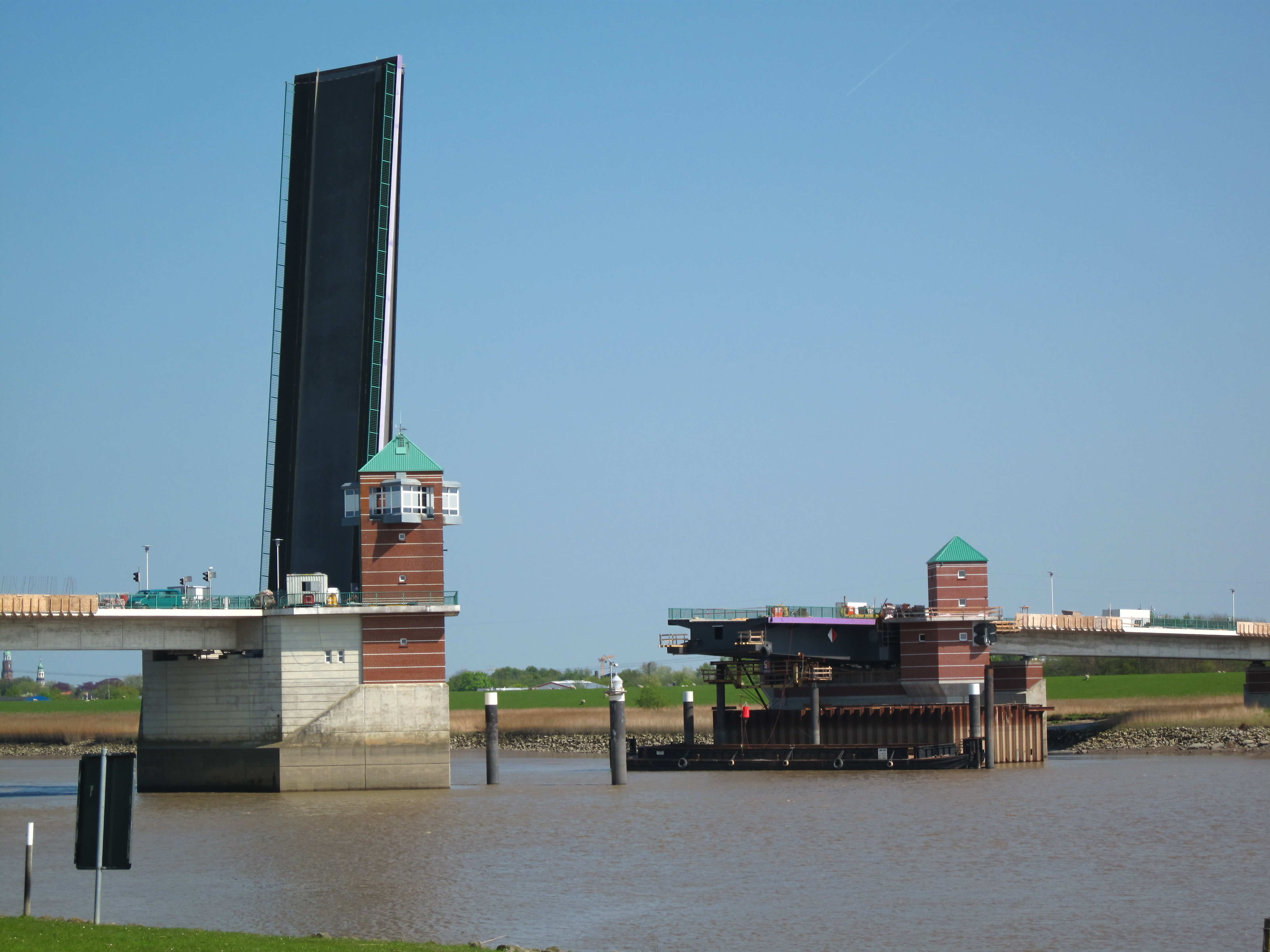
Nach dem Umbau. Die rechte Basküle wird für breitere Schiffe zusätzlich aufgeklappt.

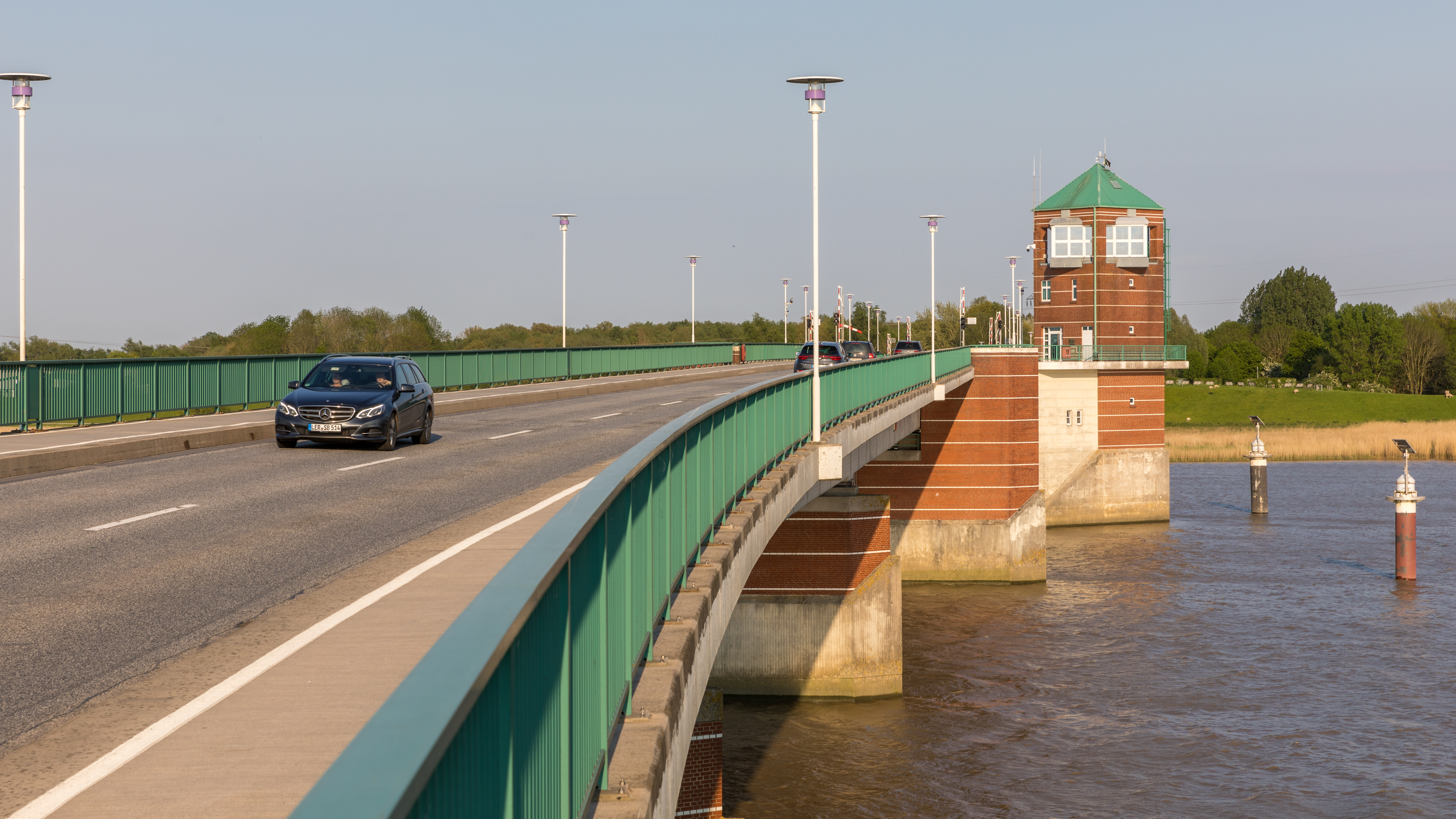
Fahrbahn und Betriebsgebäude

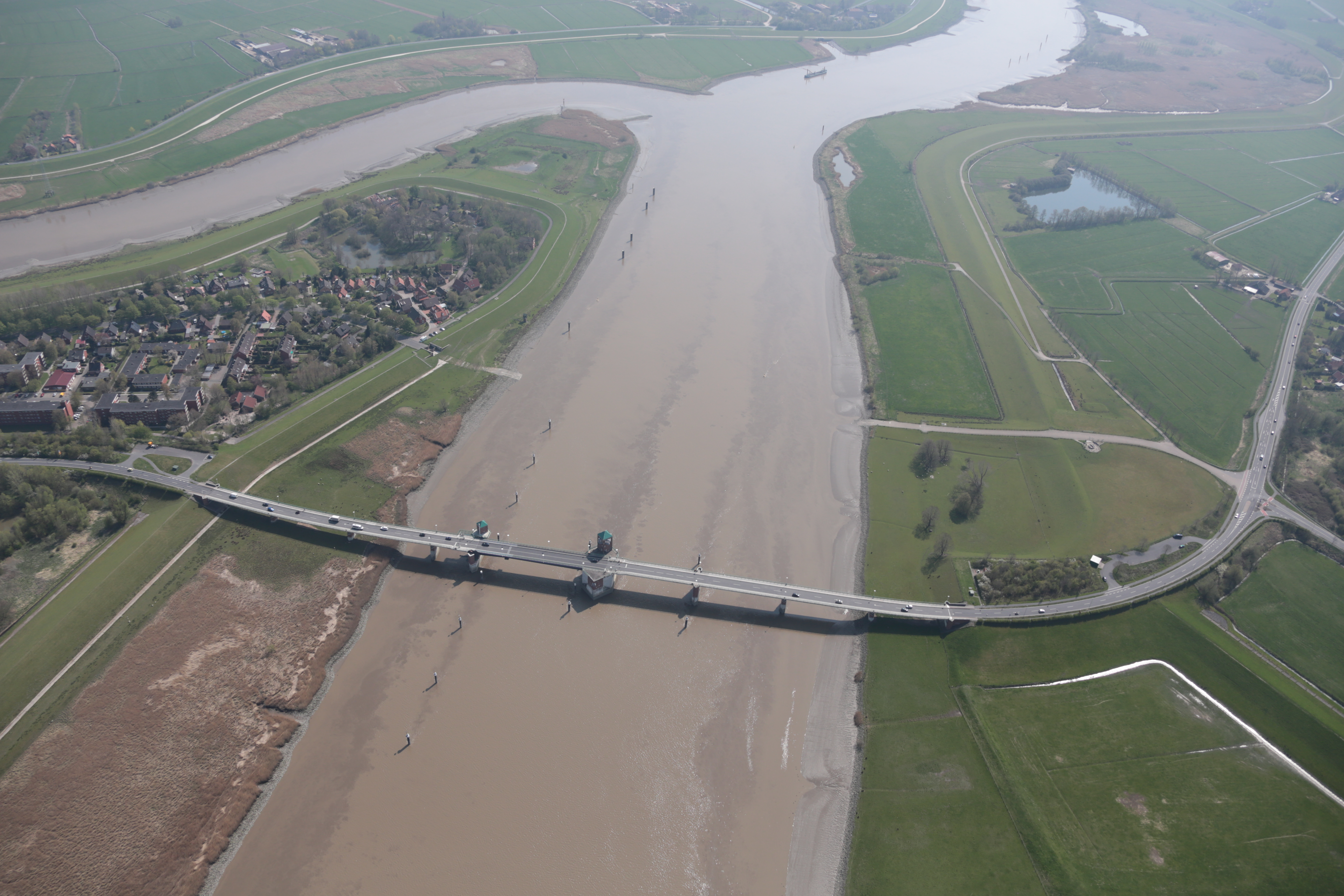
Luftbild mit Leda-Mündung, Blick von Nord nach Süd

### Erste Brücke
Die erste Brücke am Standort der heutigen Jann-Berghaus-Brücke wurde 1937/1940 in Form einer Drehbrücke errichtet. Im April 1945 wurde die Brücke gesprengt.

### Zweite Brücke
In den Jahren 1948 bis 1950 wurde eine neue Brücke errichtet. Sie war bei ihrer Eröffnung die größte Drehbrücke der Welt.
Sie wurde wegen Baufälligkeit 1991 abgerissen. Sie trug den Namen Jann-Berghaus-Brücke nach Jann Berghaus (1870–1954), der u. a. Präsident der Ostfriesischen Landschaft war und sich sehr für regionale Belange eingesetzt hatte.

### Dritte Brücke

#### Bau
Von 1989 bis 1991 wurde eine neue Jann-Berghaus-Brücke in Form einer Klappbrücke mit einer Durchfahrtbreite von 40 Metern errichtet. Am 17. Mai 1991 wurde die neue Brücke nach zweijähriger Bauzeit in Dienst genommen. Die Baukosten betrugen 40,1 Millionen D-Mark.

#### Verbreiterung der Durchfahrt
Auf der Ems werden mehrfach im Jahr Neubauten der  Meyer Werft in Papenburg in die Nordsee überführt. Die Jann-Berghaus-Brücke stellt dabei ein Schifffahrtshindernis auf dem Weg zur Nordsee dar, daher trieb die Meyer Werft eine Verbreiterung der Durchfahrtsöffnung voran. Die Bauarbeiten begannen im Sommer 2008 und wurden im Frühjahr 2010 abgeschlossen.
Noch vor Erteilung der erforderlichen Genehmigungen wurden ab September 2007 Bodenuntersuchungen an der Brücke durchgeführt. Ab November 2007, nachdem die Wasser- und Schifffahrtsdirektion Aurich den Umbau genehmigt hatte, wurde an den Häusern in Leerort eine Beweissicherung durchgeführt.
Im Juni 2008 kam es zu einem Schaden in der Sohle der Baugrube, beim Leerpumpen des Spundwandkastens hatte sich eine Schadstelle gebildet. Um zu verhindern, dass sich der Schaden ausbreitet, wurde die Baugrube am 17. Juni wieder geflutet.
Am 28. Juli 2008 wurde die Brücke für den Verkehr gesperrt. Als Ersatz wurde für Fußgänger, Radfahrer und Fahrer von Kleinkrafträdern eine Fährverbindung zwischen Bingum und Leerort mit der Fähre Julius eingerichtet, während größere Fahrzeuge einen Umweg fahren mussten. Der Auftrag für den Fährbetrieb hierzu wurde an Briese Schifffahrt aus Leer vergeben. Im  Leeraner Stadtgebiet wurden Straßen umgebaut, um das durch die Sperrung der Brücke erwartete höhere Verkehrsaufkommen möglichst reibungslos abzuwickeln. Die neuen Spuren sollen dauerhaft erhalten bleiben, um die Verkehrssituation dauerhaft zu verbessern.
Zunächst wurde ein Teil der festen Stahlbetonbrücke mit einer Länge von 38 Metern zerschnitten und mithilfe eines Schwimmkrans entfernt. Auf der Ostseite der bestehenden Brückenklappe (Basküle) wurde am 16. August 2008 ein Strompfeiler mit einer Lockersprengung mit 400 Kilogramm Sprengstoff gesprengt, anschließend mit Baggergeräten beseitigt und näher am Ufer neu errichtet. Darauf wurde dann eine zusätzliche, aber kleinere Brückenklappe installiert.
Die neuen Bauteile entstanden in Polen und trafen ab November 2008 in Leer ein.
Ursprünglich sollte die Brücke bereits rund vier Monate später, Ende November 2008, wieder für den Verkehr freigegeben werden, dieser Termin verzögerte sich jedoch zunächst bis Mai 2009. Schließlich wurde die Brücke am 29. August 2009 wieder für den Verkehr freigegeben. Anschließend erfolgten noch zeitweise kürzere Sperrungen. Im März 2010  wurden die Arbeiten abgenommen.
Durch den Umbau wurde die Durchfahrtsbreite auf etwa 56 Meter vergrößert. Der Umbau kostete 17,7 Millionen Euro.

## Daten
Die Brücke ist 464 Meter lang, von der Westseite aus sind es 206 und von der Ostseite 204 Meter bis zum Klappteil. Die Vorlandbrücke besteht aus zwei 4-Feldbrücken. Die Breite zwischen den Geländern beträgt 12 Meter und die Breite der Fahrbahn beträgt 7 Meter. Das Klappteil ist insgesamt 63 Meter lang. Bei offenem Zustand sind davon 45 Meter aufgeklappt und 15 Meter ragen in den Brückenkeller. Die Baukosten betrugen seinerzeit 40.100.000 DM, was einem Quadratmeterpreis von 7125 DM entspricht.